# Aderi
Die Aderi (auch Harari) sind eine Ethnie in Nordost-Äthiopien. 
Sie sind die muslimischen Bewohner der Stadt Harar und zugleich die Titularnation der ethnisch definierten Region Harar. Ihre Sprache, das Harari, gehört der südwest-semitischen Gruppe innerhalb der afroasiatischen Sprachfamilie an. Die Aderi haben aus historischen Gründen eine eigene linguistisch-kulturelle Identität.
Der Rechtsgelehrte Abdullah al-Harari gehörte den Aderi an. 
Die politische Partei Hareri National League versucht die Aderi politisch im Parlament Äthiopiens zu vertreten und entsendet seit 2005 einen ihrer Volksgruppe in das Volksrepräsentantenhaus, dem Unterhaus des Parlaments.